# Толстогузов, Николай Васильевич
Николай Васильевич Толстогузов (21 декабря 1921 года, г. Бийск Алтайской губернии, — 26 июня 1995 года, г. Новокузнецк Кемеровской области) — доктор технических наук, профессор, ректор СМИ с 1964 по 1988 годы.

## Краткие биографические сведения
В 1935 вместе с семьёй переехал в Сталинск. В июне 1939 года окончил среднюю школу.
Поступил в июле 1939 в Сибирский металлургический институт. С сентября 1939 по 1945 в РККА. Служил в Монголии.
Участник Великой Отечественной войны, награждён тремя боевыми орденами. В РККА с 26 сентября 1939 года (поступил с 1 курса СМИ).Участник Обороны Москвы, Курской битвы, освобождал Украину, форсировал Одер. В декабре 1945 восстановился в Сибирском металлургическом институте. В 1950 году окончил с отличием СМИ. В 1954 году защитил кандидатскую диссертацию, посвященную проблемам отпускной хрупкости легированных конструкционных сталей. С 1960 года — заведующий кафедрой электрометаллургии стали и ферросплавов СМИ. В 1964 году стал ректором Сибирского государственного металлургического института имени С. Орджоникидзе и на протяжении 24 лет возглавлял его. В 1993 году защитил докторскую диссертацию под наименованием «Теоретические основы и технология плавки кремнистых и марганцевых сплавов».
Активно сотрудничал с организациями и предприятиями промышленного сектора, осуществлял издательскую деятельность. Является автором более 320 научных публикаций, двух монографий и двух учебных пособий, а также обладателем более 80 патентов и авторских свидетельств.
В 2005 году Н. В. Толстогузов посмертно получил звание почётного гражданина Новокузнецка. Был также известен как шахматист.
Под руководством профессора Н. В. Толстогузова была проведена работа по выплавке на ангарском полукоксе кремнистых и хромистых ферросплавов. Работа экспонировалась на ВДНХ, технология использовалась за рубежом. Сотрудниками кафедры электрометаллургии в 1970х годах под руководством Толстогузова Н. В. совместно с сотрудниками Ермаковского завода ферросплавов проведена работа по технологии использования руд Казахстана.. Также изучал руды Чокодам-Булацкого месторождения (Таджикистан) , Белкинского месторождения (Кемеровская область).
В период ректорства Толстогузова был построен металлургический корпус СМИ.

## Семья
Сын Василий — ферросплавщик, заслуженный металлург Российской федерации.